# Fabio Cavadini
Fabio Cavadini ist ein italienisch-australischer Produzent und Regisseur von Dokumentarfilmen.

## Werdegang
Zusammen mit Amanda King produziert Cavadini und führt seit 1987 Regie bei Dokumentarfilme. Beide beschäftigen sich mit Themen zu Umweltschutz, die Rechte von Eingeborenen und deren Kunst in Australien und den benachbarten Regionen. Cavadini und King gehört die Filmproduktionsfirma Frontyard Films.
Cavadini wuchs vor allem in der Schweiz auf. Sein Vater starb dort, als Fabio drei Jahre alt war. Seine Mutter war Kellnerin, die nur von den Trinkgeldern lebte. Ein Gehalt gab es nicht, weswegen sie immer dort lebte, wo es Touristen gab. Im Sommer an den Seen oder am Meer, im Winter in den Bergen. Zeitweise lebte Cavadini auch bei seinen Großeltern in Italien. 1969 wanderte er aus der Nähe von Mailand nach Australien aus. Eigentlich wollte er weiter nach Neuseeland, aber Fabios Bruder lebte bereits in Australien und ermutigte ihn, auch hierher zu kommen. Fabio Cavadini arbeitete als Zahntechniker, spezialisiert auf die Herstellung von Chrom-Cobalt-Platten, für die es zu dieser Zeit nur wenige Experten in Australien gab. Auch ohne Englischkenntnisse konnte Cavadini daher sofort Arbeit finden.
Nach eigener Aussage war es Cavadini bis 1972 nicht einmal bewusst, dass es in Australien Aborigines gibt. Sein Bruder Alessandro drehte in dieser Zeit bereits einen Dokumentarfilm über die politische Linke, die in Australien weit verstreut und zerstritten war. Im Gegensatz dazu schienen ihm die Aborigines stark und geeint, wenn es um den Kampf um ihre Rechte ging, weswegen Alessandro das Thema seines Filmes änderte und unter dem Titel Ningla a-N über die erste Zeltbotschaft der Aborigines in Canberra berichtete. Fabio, der sich bereits mit Fotografie beschäftigt hatte, wurde in das Drehteam für Hilfsarbeiten aufgenommen. Auf diese Weise lernte er Aborigines-Aktivisten, wie Gary Foley und andere kennen. Die Aktivisten arbeiteten als Schauspieler und gingen auf Tour. Als sie Fabio Cavadini baten mitzukommen, um sich um die Beleuchtung zu kümmern und Fotos zu machen, gab er seinen Job als Zahntechniker auf und ging sechs Monate mit auf die Tournee. Zurück in Sydney begleitete Fabio 1976 seinen Bruder zu Dreharbeiten für den Film Protected nach Palm Island. Da sich die Aufnahmen sehr ausdehnten, stieg der Kameramann aus und Fabio übernahm seine Aufgaben. Ein weiterer Film über die Aborigines in Tully folgte: We Stop Here.
1989 wurde der Film Buried alive: The Story of East Timor veröffentlicht, der erste australische Film über die indonesische Invasion von Osttimor 1975 und dem osttimoresischen Widerstand. Fabio Cavadini führte mit Gilbert Frederick Scrine und Rob Hibberd zusammen Regie. An dem Film nahm auch der Osttimor-Aktivist und spätere Friedensnobelpreisträger José Ramos-Horta teil. Cavadini begleitete und filmte ihn in Australien, Mosambik und New York.
Zusammen mit Amanda King, die sich bereits schon länger mit Osttimor beschäftigte, reiste ein Filmteam 1989 in das von Indonesien besetzte Land zu Recherchen und Filmaufnahmen, die halb im Geheimen stattfinden mussten. 1990 wurde der Film The Shadow Over East Timor fertiggestellt und nur wenige Monate vor dem Santa-Cruz-Massaker am 12. November 1991 bei SBS ausgestrahlt. Filme über Krisen und Konflikte in Bougainville (An Evergreen Island, 2000), Papua-Neuguinea (Colour Change, 2011) und weitere über Osttimor folgten (Starting From Zero, 2002; Time to Draw the Line, 2017). A Thousand Different Angles von 2010 erzählt die Geschichte der in Berlin geborenen australischen Bildhauerin Inge King.
2014 erhielt Cavadini von Osttimors Präsidenten Taur Matan Ruak die Insígnia des Ordem de Timor-Leste.

## Filmographie (Auswahl)
- Time to Draw the Line (2017)
- Colour Change (2011)
- A Thousand Different Angles (2010)
- Starting From Zero (2002)
- An Evergreen Island (2000)
- The Shadow Over East Timor (1990)
- Buried alive: The Story of East Timor (1989)[1]